# Justicia Nacional
Justicia Nacional fue un partido político peruano de ideología liberal fundado por Jaime Salinas, quien postuló por el partido a la presidencia de la república en las elecciones generales del 2006. 
En la actualidad el partido no se encuentra inscrito en el Jurado Nacional de Elecciones, por lo cual no es oficialmente considerado un partido político y no puede participar en ninguna elección.

## Historia
En las elecciones generales celebradas el 9 de abril de 2006, donde obtuvo el 0.53% de votos emitidos, quedando en octavo lugar. A nivel parlamentario, el partido obtuvo el 1.41% de votos y no consiguió escaño en el Congreso de la República. 
En las elecciones regionales y municipales del mismo año, el partido participa en pocas circunscripciones, en las elecciones provinciales obtuvo 2 regidores en la provincia de Tambopata, sin embargo, no obtuvo ninguna alcaldía provincial electa, en cuanto a las distritales, solo 
obtuvo 1 resultado en el distrito de Laberinto, en Madre de Dios.
El partido fue posteriormente cancelado por el Jurado Nacional de Elecciones en agosto de 2007 junto con otros partidos que no pasaron el umbral electoral.

## Resultados electorales

### Elecciones presidenciales
| Año  | Fórmula presidencial | Fórmula presidencial | Fórmula presidencial  | Fórmula presidencial | Votos  | %               | Resultado | Notas                                                 |
| Año  | Presidente           | Presidente           | Vicepresidentes       | Vicepresidentes      | Votos  | %               | Resultado | Notas                                                 |
| ---- | -------------------- | -------------------- | --------------------- | -------------------- | ------ | --------------- | --------- | ----------------------------------------------------- |
| 2006 |                      | Jaime Salinas        | 1.º                   | Carlos Luque Otero   | 65 636 | \| \| 0.53 % \| | 8.º       | Primera y última participación electoral del partido. |
| 2006 | 2.º                  | Jaime Salinas        | Ana María Villafuerte |                      | 65 636 | \| \| 0.53 % \| | 8.º       | Primera y última participación electoral del partido. |
|      | 0.53 %               |                      |                       |                      |        |                 |           |                                                       |

### Elecciones parlamentarias
| Año  | Congresistas | Congresistas    | Congresistas | Posición | Notas                                                 |
| Año  | Votos        | %               | Escaños      | Posición | Notas                                                 |
| ---- | ------------ | --------------- | ------------ | -------- | ----------------------------------------------------- |
| 2006 | 151 167      | \| \| 1.41 % \| | 0/130        | 11.º     | Primera y última participación electoral del partido. |
|      | 1.41 %       |                 |              |          |                                                       |

### Elecciones al Parlamento Andino
| Año  | Votos  | %               | Escaños | Posición | Notas                                                 |
| ---- | ------ | --------------- | ------- | -------- | ----------------------------------------------------- |
| 2006 | 96 982 | \| \| 1.13 % \| | 0/5     | 10.º     | Primera y última participación electoral del partido. |
|      | 1.13 % |                 |         |          |                                                       |

### Elecciones regionales y municipales
| Año  | Gobiernos Regionales | Alcaldías Provinciales | Alcaldías Distritales |
| Año  | Representantes       | Representantes         | Representantes        |
| ---- | -------------------- | ---------------------- | --------------------- |
| 2006 | 0/25                 | 0/195                  | 1/1637                |